# Cephalorhynchus
Cet article concerne le genre de dauphin. Pour le groupe d'ecdysozoaires, voir Cephalorhyncha.
Genre
Statut CITES
Cephalorhynchus est un genre de mammifères de l'ordre des cétacés et de la famille des Delphinidae.

## Liste des espèces
- Cephalorhynchus commersonii (Lacépède, 1804) -- dauphin de Commerson, dauphin pie, jacobite
- Cephalorhynchus eutropia Gray, 1846 -- dauphin noir, dauphin du Chili
- Cephalorhynchus heavisidii (Gray, 1828) -- dauphin du Cap
- Cephalorhynchus hectori (P.-J. van Bénéden, 1881) -- dauphin de Hector ou dauphin de Nouvelle-Zélande, dauphin à front blanc

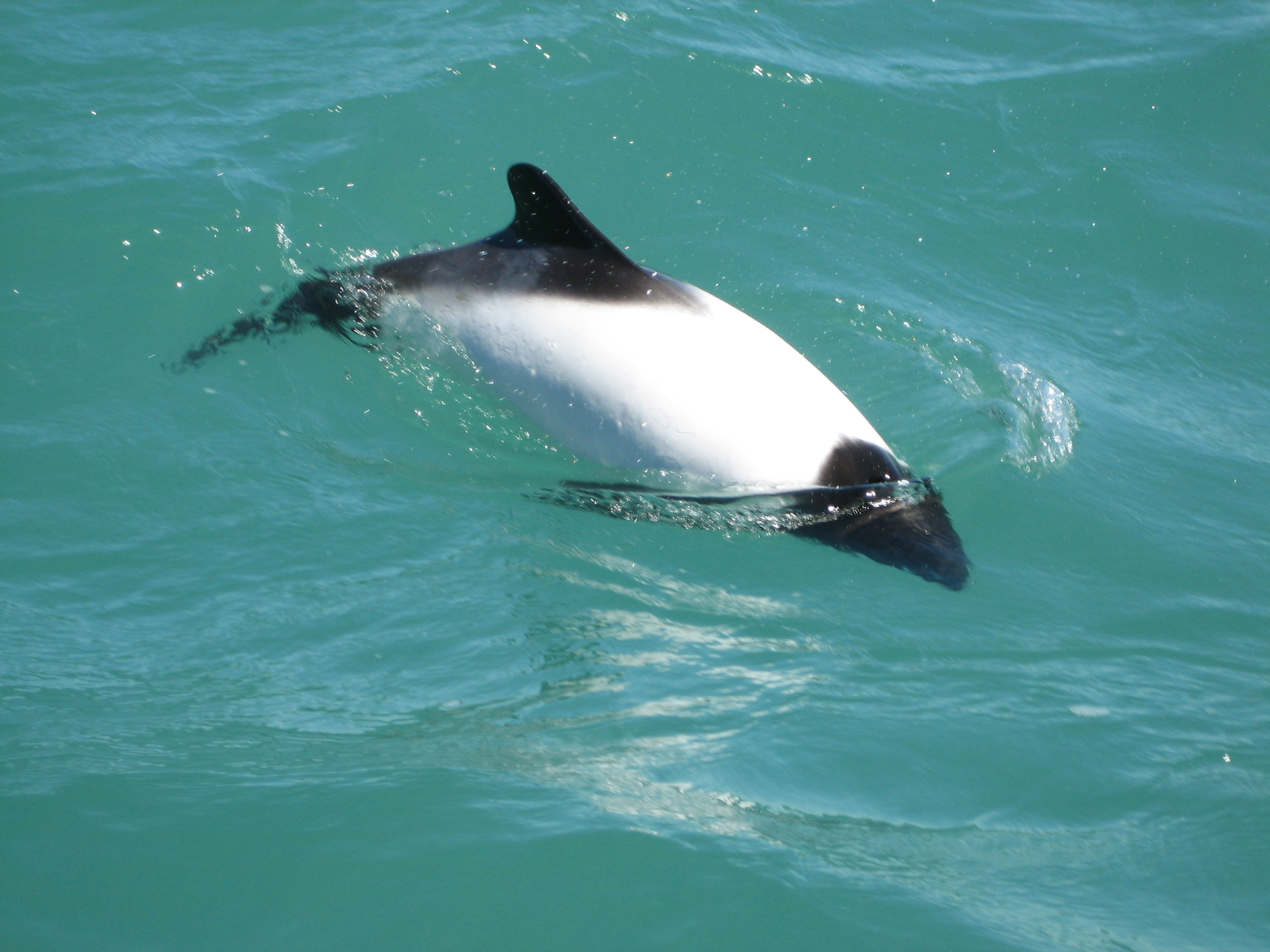
Cephalorhynchus commersonii
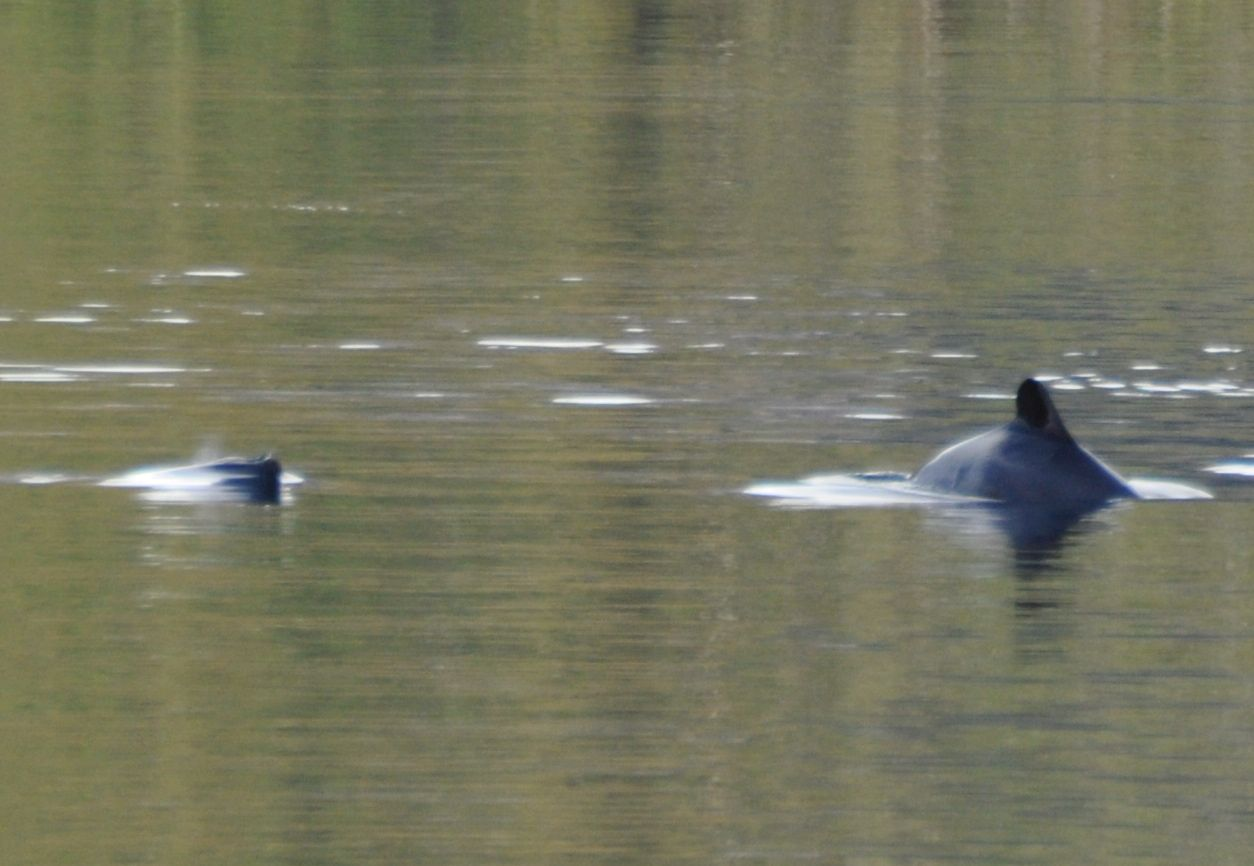
Cephalorhynchus eutropia
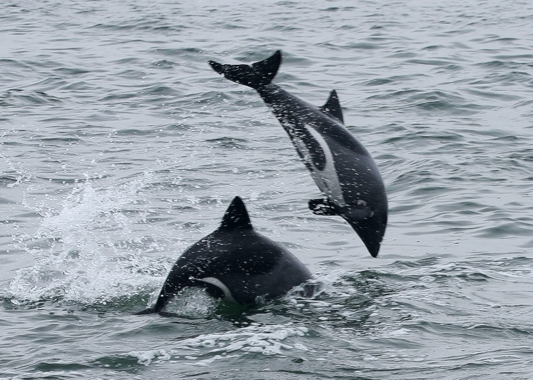
Cephalorhynchus heavisidii
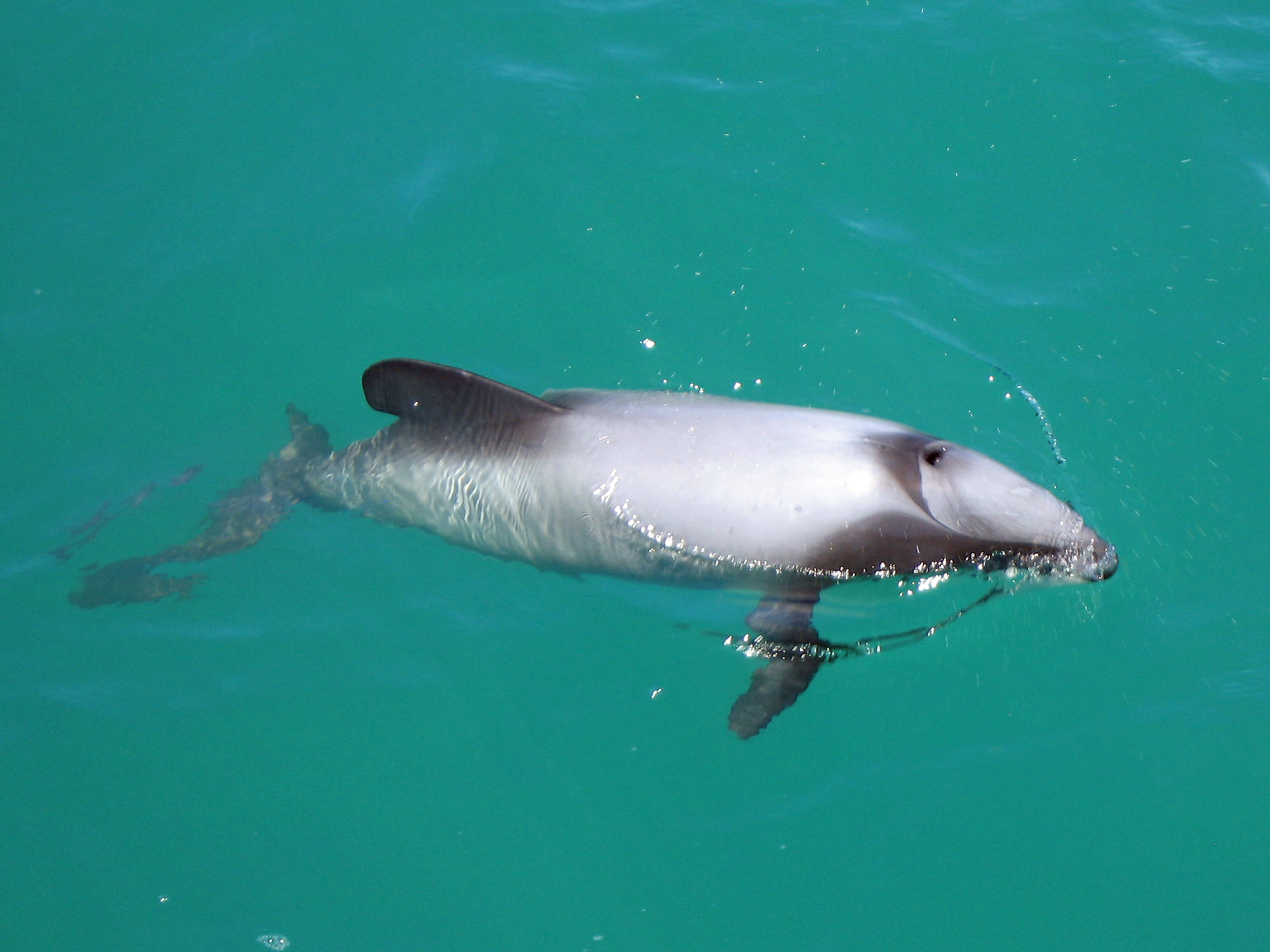
Cephalorhynchus hectori